# کراسیکوف (ناحیه وستی ناد اورلیتسی)
کراسیکوف (به چکی: Krasíkov) یک منطقهٔ مسکونی در جمهوری چک است که در ناحیه اوستی ناد اورلیتسی واقع شده‌است. کراسیکوف ۵٫۱ کیلومتر مربع مساحت و ۳۲۲ نفر جمعیت دارد و ۳۳۰ متر بالاتر از سطح دریا واقع شده‌است.